# Mark Visentin
Mark Visentin (* 7. August 1992 in Waterdown, Ontario) ist ein ehemaliger kanadischer Eishockeytorwart, der im Verlauf seiner aktiven Karriere unter anderem für die Phoenix Coyotes in der National Hockey League gespielt hat.

## Karriere
Mark Visentin begann seine Karriere bei den Halton Hurricanes in der South-Central Triple A Hockey League. 2008 wurde er bei der Priority Selection der Ontario Hockey League von den Niagara IceDogs in der dritten Runde als insgesamt 55. Spieler ausgewählt. Nach guten Leistungen wurde er beim NHL Entry Draft 2010 in der ersten Runde von den Phoenix Coyotes an 27. Stelle ausgewählt. Er verblieb jedoch auch die beiden kommenden Jahre bei den IceDogs. 2011 erreichte er hinter Petr Mrázek von den Ottawa 67’s die zweitbeste Fangquote der Liga und wurde sowohl in das First-All-Star-Team als auch zum OHL Goaltender of the Year gewählt. Im Folgejahr erreichte er die drittbeste Fangquote der Liga, wurde in das Second-All-Star-Team gewählt und gewann mit seinem Torhüterkollegen Christopher Festarini die Dave Pinkney Trophy für den besten Gegentorschnitt einer OHL-Mannschaft. Zudem gelang ihm beim Erfolg gegen die Ottawa 67’s im dritten Spiel der Finalserie der Eastern Conference der OHL der Treffer zum 5:2-Endstand für die IceDogs.
2012 wechselte er zu den Portland Pirates, dem damaligen Farmteam seines Draftvereins Phoenix Coyotes, für die er insgesamt 75 mal in der American Hockey League auf dem Eis stand. Am 12. April 2014 kam er zu seinem einzigen NHL-Einsatz, als er bei der 2:3-Niederlage gegen die San Jose Sharks das Tor der Coyotes hütete. Nachdem er in der Spielzeit 2014/15 zu keinem Einsatz bei den Pirates mehr gekommen war, wechselte er zum Ligakonkurrenten Rockford IceHogs. Nach einem weiteren Jahr in Nordamerika bei den Cincinnati Cyclones in der ECHL wechselte er 2017 erstmals nach Europa, als er im Mai 2017 einen Vertrag bei Fehérvár AV19 (Székesfehérvár) aus der Erste Bank Eishockey Liga unterschrieb. Er absolvierte die komplette Vorbereitung für den ungarischen Klub, verletzte sich aber nach seinem ersten Einsatz in der EBEL und wurde im Oktober 2017 entlassen. Im Oktober 2018 gab er sein Karriereende als aktiver Spieler bekannt.

### International
Visentin machte erstmals bei der World U-17 Hockey Challenge 2009, die er mit der Regionalauswahl von Ontario gewinnen konnte, international von sich reden. Mit der Kanadischen Juniorennationalmannschaft nahm er an den U20-Weltmeisterschaften 2011 und 2012, als er den geringsten Gegentorschnitt und nach dem Russen Andrei Wassilewski die zweitbeste Fangquote erreichte, teil. Dabei gewann er mit seinem Team 2011 die Silber- und 2012 die Bronzemedaille.

## Erfolge und Auszeichnungen
- 2009 Goldmedaille bei der World U-17 Hockey Challenge
- 2011 OHL Goaltender of the Year und Mitglied des First-All-Star-Teams der Ontario Hockey League
- 2011 Silbermedaille bei der U20-Weltmeisterschaft
- 2012 Dave Pinkney Trophy (gemeinsam mit Christopher Festarini) und Mitglied des Second-All-Star-Teams der Ontario Hockey League
- 2012 Bronzemedaille bei der U20-Weltmeisterschaft
- 2012 Beste Fangquote bei der U20-Weltmeisterschaft